# 오카 요시키
오카 요시키(일본어: 岡 佳樹, 1994년 4월 26일~)는 일본의 축구 선수이다.

## 구단 경력
그는 2017년 J2리그의 마쓰모토 야마가 FC에 입단했다. 2018년 J3리그의 아술 클라로 누마즈로 이적했다. 2019년까지 34경기에 출전하여, 5득점을 넣었다. 2020년부터 2021년까지 AC 나가노 파르세이루와 반라우레 하치노헤에서 뛰었다.